# 时中站
時中站（韓語：시중역）是朝鮮民主主義人民共和國慈江道時中郡的一個鐵路車站，属于满浦线。

## 历史
- 1939年2月1日，开通使用[1]。

## 邻近车站
满浦线
安贊站 - 時中站 - 乾下站